# Difuziune

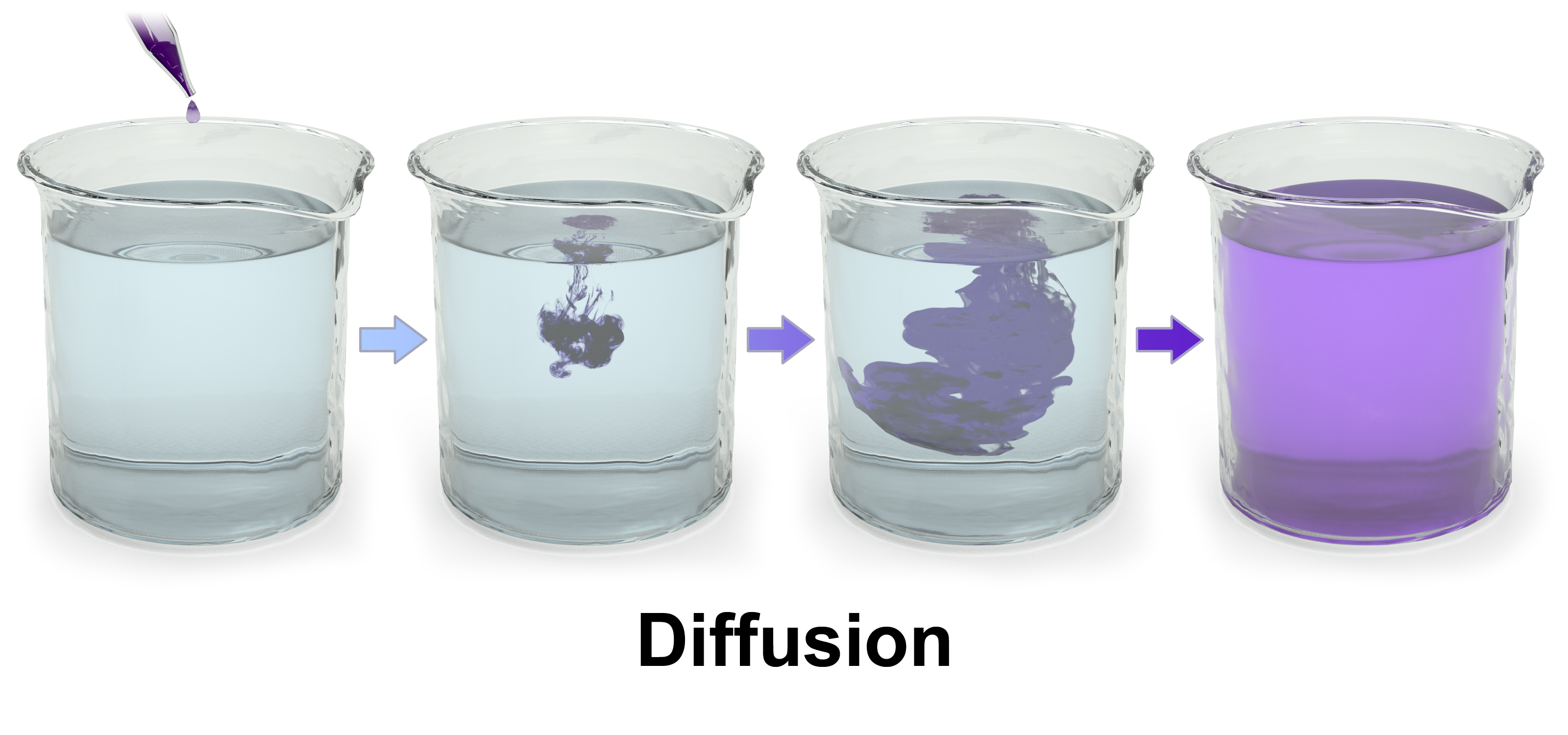
Imagine reprezentând difuziunea unui colorant violet în mediu apos

Difuziunea sau difuzia este pătrunderea moleculelor unui corp, printre moleculele altuia, fără să existe curgere.
Difuzia explică fluxul net al moleculelor dintr-o regiune cu concentrație mai mare la una cu concentrație mai mică, dar este important de remarcat faptul că difuzia, de asemenea, apare atunci când nu există nici un gradient al concentrației. Rezultatul este o amestecare treptată a particulelor. Într-o fază, cu temperatură uniformă, fiind absente forțe externe nete care acționează asupra particulelor, procesul de difuzie va duce în cele din urmă în amestecarea completă. Exemplu: cerneala și apa. Acestea se amestecă fără a exista curgere.
La o temperatură mai ridicată, viteza de difuzie este mai ridicată datorită agitației termice care este mai intensă. Agitația termică este mișcarea dezordonată a moleculelor unui corp. În interiorul unui gaz sau lichid, există o presiune care provine din ciocnirea moleculelor între ele și pereții vasului. 
Difuzia apare la corpurile aflate în toate stările de agregare.
Difuzia moleculară este de obicei descrisă matematic utilizând  legea lui Fick. Este unul din fenomenele de transport alături de conductivitate termică și curgerea fluidelor sau transferul de impuls la fluide. Este fundamentul transferului de masă.

## Tipuri de difuzie
- Difuzie atomică, în solide.
- Difuzie turbulentă, în descrierea curgerii turbulente
- Efuziune a unui gaz prin mici pori.
- Difuzia electronilor, rezultând un curent electric numit curent de difuzie.
- Difuzie gazoasă, utilizată pentru separarea izotopilor
- Termodifuziune, fenomen de transport de substanță datorat unei diferențe de temperatură
- Ecuația propagării căldurii, difuzia energiei termice
- Difuzie Knudsen a gazelor, în pori cu coliziuni de perete frecvente
- Difuzia impulsului în mecanica fluidelor
- Difuzie Maxwell-Stefan
- Osmoză: difuzia apei prin membrana celulei
- Difuzia fotonilor
- Difuzie inversă, împotriva gradientului de concentrație, în procese de separare
- Difuzie facilitată, prezentă în membrana celulară a organismelor
- Difuzie rotațională, reorientarea aleatorie a moleculelor, prezentă în membrana celulară
- Difuzie de suprafață, difuzia particulelor pe o suprafață

## Importanță fiziologică
În organismele vii e importantă difuzia prin membrana celulei și anume difuzia rotațională, cea simplă și cea laterală.